# Metamorfosi di canzoni napoletane
Metamorfosi di canzoni napoletane è un album dei Mariposa in collaborazione con Timet pubblicato nel 2004.

## Tracce
1. Meta.Guarracino – 10:16
2. Meta.Merlo – 6:00
3. Meta.Cammello – 7:42
4. Meta.Cicerenella – 6:22
5. Meta.Palummella – 6:53
6. Meta.Palumma – 6:21
7. Meta.Ciuccio – 9:03
8. Seconda.Distrazione – 3:28